# Ron Dix
Ron Dix (Amsterdam) is een Nederlandse honkballer en honkbalcoach.
Dix studeerde werktuigbouw aan de Hogeschool van Utrecht en speelt als achtervanger en rechtshandige slagman in de Nederlandse competitie. Hij kwam jarenlang uit in de Nederlandse hoofdklasse voor S&D Quick Amersfoort en de Twins Oosterhout en functioneerde ook als hoofdcoach van dit team in zijn laatste jaar als speler tot 2004 waarna deze vereniging degradeerde.
Hierna speelde hij op een lager niveau bij onder meer de Indians uit Weert, HSC Jeka en PSV. In 2010 komt hij in de eerste klasse van de KNBSB uit voor HSC Jeka samen met zijn jongere broer de oud Nederlands teamspeler en oud-hoofdklassespeler Eddie Dix.
Dix is werkzaam in de offshore-industrie als ingenieur.